# Argyroderma
Argyroderma N.E.Br. é um género botânico pertencente à família Aizoaceae, subfamília Ruschioideae, tribo Ruschiae.
As espécies do gênero são nativas da África do Sul.

## Sinonímia
- Roodia  N.E.Br.

## Principais espécies
- Argyroderma amoenum
- Argyroderma angustipetalum
- Argyroderma aureum
- Argyroderma australe
- Argyroderma blandum
- Lista completa